# Kántor József (orvos)
Kántor József (Nagycétény, 1902. március 23. – Gyula, 1989. január ?) gyulai fül-orr-gégész főorvos.

## Élete
Kántor Elek nagycétényi kántortanító fia.
1929-ben végzett a Pázmány Péter Tudományegyetem Orvostudományi Karán. Fül-orr-gégész szakorvos lett. 1930-1933 között Budapesten a Szent László közkórház fülészeti segédorvosa. 1932-1936 között ugyanott a orr- és gégebeteg osztályon is dolgozott. 1936-tól Gyulán dolgozott.
1957-ben ő is kiállt két orvos társa fegyelmi ügyében.
1979-ben aranydiplomát kapott.